# Giulia Rulli
Giulia Rulli (Roma, 3 giugno 1991) è un'ex cestista italiana.
È alta 185 cm e giocava nel ruolo di ala grande.

## Carriera
Debutta giovanissima nei campionati senior di serie B d'eccellenza nel 2008-2009 con il San Raffaele Basket. L'anno seguente la vede invece protagonista nelle file della Virtus Viterbo, in serie A2.
Nella stagione 2010-11 debutta a 19 anni nella massima serie con il Club Atletico Faenza e in doppio tesseramento nelle file del Basket Cervia, in serie A2.
Nelle stagioni 2011/2013 si accasa in Sardegna, alla Virtus Cagliari, sempre in serie A2.
Torna in serie A1 l'anno seguente, con CUS Cagliari (nel 2013-14).
Disputa due stagioni a Ferrara (2014-16), raggiungendo nella prima la Finale di Coppa Italia e vincendo il premio di MVP del girone Nord.
A giugno del 2016 firma per il Basket Costa Masnaga, dove disputa il campionato di A2. Rimarrà lì per 4 anni, vincendo una Coppa Italia nel 2017 e il campionato di serie A2 nel 2019, guadagnando la promozione in serie A1.
Nel 2019-2020 disputa il campionato di Serie A1 sempre con Costa Masnaga (Lecco).
Nel 2020-2021 disputa la serie A1 con la Pf Broni (Pavia).
Nel 2021-2022 gioca a Castelnuovo Scrivia (Serie A2), raggiungendo la semifinale sia di coppa Italia sia di playoff e firmando una doppia-doppia di media nella stagione (punti e rimbalzi).
La stagione successiva, nel 2022-2023, solleva da capitano la Coppa Italia di Serie A2, sempre con Castelnuovo Scrivia.
Nel 2023/2024 gioca la sua ultima stagione in serie A2 a Carugate (Milano).

## Nazionale Italiana
Viene convocata per gli Europei giovanili di categoria (U18 e U20).
Nel 2018 vince la medaglia d'oro a Manila (Filippine), nel Mondiale FIBA 3x3 con la squadra composta da Marcella Filippi, Rae Lin D'Alie e Giulia Ciavarella, allenata da coach Angela Adamoli.
Sempre nello stesso anno viene insignita dell'onorificenza più alta nel mondo dello sport: il collare d'oro al merito sportivo C.O.N.I.
Nel 2019 partecipa nuovamente ai mondiali di basket 3x3 ad Amsterdam.
Sempre nel 2019 partecipa alle Women's Series, un prestigioso torneo organizzato dalla FIBA per salire nel ranking internazionale e accumulare punti in vista delle Olimpiadi di Tokyo. Con la sua squadra raggiunge le finali del torneo, che si sono svolte ad Edmonton (Canada).
Nel 2021, dopo aver vinto il torneo di qualificazione a Debrecen (Ungheria), partecipa alle Olimpiadi di Tokyo 2020 nel basket 3x3.

## Vita privata
Dopo il ritiro ha iniziato ad esercitare la professione di Psicologa dello Sport a Milano.